# 當世書生氣質
《當世書生氣質》（日语：／）是日本作家坪内逍遙創作的小説，刊于1885至1886年。

## 概要
1884年前後，坪内逍遙本來打算以《游學八少年》爲題創作一部戯作，但他之後改變了原有的構想，並於1885年4月9日開始創作《當世書生氣質》。
在前言中，坪内逍遙表示，這部作品是他對自己在《小說神髓》中所闡釋的文學理念的實踐（《小説神髓》比本書先成書，但晚於本書出版）。逍遙認爲，文學并非宣揚勸善懲惡的工具，而是真實刻畫生活的藝術手段，因此應當采取寫實主義的創作手法。
本書著眼於表現明治初年書生社會的風俗與氣質，描繪了書生們在各種市井場合游玩的樣子。
然而，雖然坪内逍遙本意將本書寫成一部寫實主義小説，但其文體仍然深受戯作文學影響，因而并不被視爲真正的寫實主義小説。近代日本的第一部寫實主義小説應是二葉亭四迷後來創作的《浮雲》。